# Listă de juriști români

## A
- Ioan Alexandru – drept administrativ

## B
- Victor Babiuc - drept comercial internațional
- Gabriel Boroi - drept procesual civil
- Teodor Bodoașcă - drept civil

## C
- Cerasela Carp - drept public
- Viorel-Mihai Ciobanu - drept procesual civil
- Nicolae Cerveni - drept penal
- Nicolae Corodeanu - drept roman

## D
- Dan Claudiu Dănișor - drept constituțional
- Ion Dogaru - drept civil
- Vintilă Dongoroz - drept penal
- Dan Drosu-Șaguna - drept financiar și fiscal
- Matei Diaconu - drept funciar și cadastral

## H
- Eugen Hurubă - drept procesual civil

## I
- Antonie Iorgovan - drept administrativ

## L
- Ioan Leș - drept procesual civil

## M
- Monica Macovei - drept public
- Dumitru Mazilu - Dreptul comerțului internațional
- Daniel Morar - drept penal

## N
- Adrian Năstase - drept internațional public
- Ion Neagu - drept procesual penal

## P
- Denisa-Oana Pătrașcu - dreptul muncii
- Andrei Popescu - dreptul muncii
- Dan-Mircea Popescu - dreptul muncii
- Traian Pop - drept penal

## S
- Stancu-Țipișcă Mariana - drept administrativ
- Constantin Stătescu - drept civil
- Lucian Stângu - drept privat
- Rodica-Mihaela Stănoiu - drept penal
- Valeriu Stoica - drept civil

## Z
- Victor-Dan Zlătescu - drept comparat